# Josef Janík (režisér)
Josef Janík (29. října 1930 Dolní Suchá – 11. ledna 2013 Ostrava) byl český divadelní režisér.
Činoherní režii absolvoval v roce 1955 na Divadelní fakultě Janáčkovy akademie múzických umění v Brně ve třídě profesora Antonína Kurše. Po studiích byl jako režisér postupně angažován v Těšínském divadle, Slezském divadle Opava, v činohře Státního divadla Ostrava, v Severomoravském divadle Šumperk a ve Východočeském divadle Pardubice. Od sezóny 1972/73 nastoupil do angažmá v ostravském Divadle Petra Bezruče, ve kterém zůstal až do svého odchodu do důchodu v roce 1997.
Režijní práci neopustil ani v důchodu a celkem vytvořil přes 160 inscenací. Na téměř polovině z nich se podílela scénografka Marta Roszkopfová. Jejich poslední spoluprací a poslední Janíkovou režií vůbec byla na podzim 2005 inscenace Židlí Eugèna Ionesca v ostravské Komorní scéně Aréna.
K jeho stěžejním inscenacím v Divadle Petra Bezruče patří např. Shafferův Amadeus (1983), Vitracův Viktor aneb Dítka u moci (1984), Brechtův Baal (1986) a Maloměšťákova svatba (1993), Koltésův Roberto Zucco (1992), Maryša (1993) bratří Mrštíků, Zabiják Joe (1997) Tracyho Lettse.